# گرداب احساسات
گرداب احساسات (به هندی: Majhdhaar) یا این گرداب فیلمی محصول سال ۱۹۹۶ و به کارگردانی اسماعیل شروف است. در این فیلم بازیگرانی همچون سلمان خان، مانیشا کویرالا، راهول روی ایفای نقش کرده‌اند.